# Charles Garner
Charles Speed Garner (ur. 20 września 1906 w San Bernardino, zm. 10 marca 1966 w Los Angeles) – amerykański żeglarz, olimpijczyk.
Pochodził z okolic Los Angeles.
Uczestnik Letnich Igrzysk Olimpijskich 1936. Wystartował w klasie 6 metrów (skład załogi łodzi Mystery stanowili: Morgan Adams, William Bartholomae, Charles Garner, Carl Paul, John Wallace), w której Amerykanie zajęli 9. miejsce wśród 11 sklasyfikowanych zespołów.